# Odmiana pisma

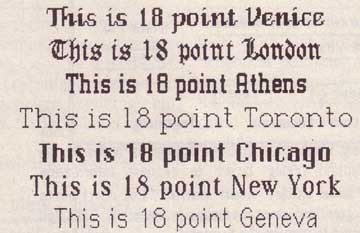
Przykładowe fonty.

Odmiana pisma – jedna z trzech podstawowych cech każdego fontu (a także czcionki). Pozostałe dwie to: krój i stopień pisma. Odmianę fontu nazywa się również (aczkolwiek rzadziej) wariantem.

## Przykład pełnej definicji wybranego fontu
Swiss 721 PL Light Condensed Italic 8pt
nazwa kroju: Swiss 721 PL
w odmianie: Light Condensed Italic
i w stopniu: 8pt

## Rola odmiany
Najważniejszą cechą każdego fontu jest krój, który określa jego indywidualny wygląd. Druga w kolejności jest odmiana. Odmiana nie jest cechą bezpośrednio fontu, tylko jego kroju. Tak więc nie mówimy o odmianie fontu, tylko o odmianie kroju fontu.
Odmiana jest modyfikacją kroju danego fontu poprzez zmianę grubości jego kresek oraz zmianę szerokości i pochylenia całych znaków. Nie zmienia to jednak faktu, że font w każdej z tych odmian zachowuje nadal swoje wspólne, główne cechy charakterystyczne danego kroju pisma. Istnieją także inne odmiany, np. zawierające dodatkową obwódkę wokół znaków, zawierające cienie, składające się z samych konturów, czy też ozdobne w jeszcze inny sposób. Ważne tylko, aby metoda owych zdobień była konsekwentnie zrealizowana wobec wszystkich znaków w danej odmianie.
Wszystkie odmiany danego kroju to rodzina fontów (lub rzadziej – garnitur), sierota zaś to krój, który powstał tylko w jednej odmianie. Liczba odmian konkretnego fontu zależy od jego twórcy i może dochodzić nawet do kilkudziesięciu.

## Typologie i nazewnictwo odmian pisma
Nazwa fontu składa się z nazwy kroju i następującej po niej nazwy odmiany. Odmiany podstawowe składają się najczęściej z samej nazwy, lub też z nazwy poprzedzonej określeniem Roman. W powszechnym użyciu są również fonty stanowiące połączenie kilku odmian. Nazwy odmian nie są ustandaryzowane, co oznacza, że każdy autor fontu może je dowolnie interpretować. Nazwy odmian należy traktować jak nazwy zwyczajowe, a konsekwencji w nazewnictwie można dopatrywać się tylko w obrębie fontów jednego producenta.

### Podział według Polskiej Normy
Według Polskiej Normy (PN-73/P-55009) podział na podstawowe odmiany wygląda następująco:
- ze względu na grubość kresek: bardzo cienkie, cienkie, zwykłe, półgrube, grube, bardzo grube;
- ze względu na szerokość znaków: bardzo wąskie, wąskie, normalne, szerokie, bardzo szerokie;
- ze względu na pochylenie znaków: proste, pochyłe w prawo, pochyłe w lewo.

### Nazewnictwo anglojęzyczne
Nazwy i przybliżona interpretacja najpopularniejszych odmian w języku angielskim:
- Black – grubszy od Heavy.
- Bold – font pogrubiony, półgruby (nie gruby, bo ten nosi nazwę Extra Bold).
- Condensed – font ściśnięty.
- Cursive – równorzędnie do Italic.
- Elongated – font wydłużony w pionie. Wysokość oczywiście jak każdego innego fontu, nazwę należałoby raczej traktować jak podobną do Compressed.
- Extended – font szerszy od podstawowego.
- Heavy – grubszy („cięższy”) od Bold, ale lżejszy od Extra Bold.
- Italic – italik, kursywa, czyli font pochylony w prawo.
- Light – lekki, cieńszy od kroju podstawowego.
- Medium – lekko pogrubiony (ale zdarza się, że jest to nazwa kroju podstawowego).
- Outline – składający się z samego obrysu (konturu).
- Oblique – font pochylony, zazwyczaj słabiej od Italic. Prawidłowo nazwa ta stosowana powinna być wobec fontu, który w swojej podstawowej postaci ma wygląd lekko pochylony.
- Regular – font, który w kroju podstawowym wygląda inaczej niż można by zakładać, np. zbyt gruby, jak na typowy krój podstawowy.
- Roman – podstawowa odmiana fontu, często ta odmiana zawiera tylko nazwę, bez dopisku "Roman".
- Rounded – font o zaokrąglonych końcach kresek.
- Thin – krój jeszcze cieńszy niż Light.

Inne odmiany to np.: Alternate, Book, Expanded, Gothic, Modern, Narrow, Script, SmallCap, Typefaced.
Wszystkie powyżej wymienione określenia mogą wchodzić zarówno do nazwy fontu jak i określać odmianę danego fontu. Istnieją także inne odmiany – mające w swoich nazwach dodatkowe określenia, np.:
- Demi Condensed – lekko ściśnięty,
- Semi Bold – lekko pogrubiony,
- Extra Black – bardzo gruby,
- Ultra Italic – mocno pochylony.

Odmiany mogą mieć nazwy składające się z nazw kilku odmian i wtedy jest mowa o nowej, kolejnej odmianie. Np. trzy równorzędne odmiany:
- Italic
- Bold
- Bold Italic.

Ale nazwy mogą być jeszcze dłuższe, np.:
- Light Condensed Italic
- Ultra Black Extended.

W gwarze zawodowej na font pogrubiony mówi się także „półtłusty”, lub „wytłuszczony” a na font gruby – „tłusty”.

## Metody wyboru odmiany pisma
W wielu programach komputerowych takich jak: edytory tekstu, programy graficzne, programy do tworzenia stron internetowych itp., istnieją przyciski do pogrubienia i pochylenia fontu – są to dwie najczęściej stosowane modyfikacje. Niektóre programy realizują te operacje poprzez algorytmiczne pogrubienie lub pochylenie podstawowej odmiany fontu. Daje to gorszy efekt estetyczny niż wykorzystanie odpowiednich pogrubionych lub pochylonych odmian pisma zaprojektowanych przez twórcę danego fontu, używanie więc tej metody w branży DTP dozwolone jest wyłącznie w ostateczności, gdy krój pisma w pożądanej odmianie nie jest dostępny. Fontu pogrubionego używa się znacznie częściej niż grubego i to właśnie tej pierwszej odmiany dotyczą powszechne we wszystkich edytorach tekstu przyciski do pogrubiania pisma.
W gwarze DTP istnieją w związku z tym następujące określenia dotyczące sposobu wybierania fontu:
- Font z listy – wybranie z listy dostępnych fontów kroju w odpowiedniej odmianie.
- Font z belki – czyli użycie przycisku do automatycznego „italikowania” lub „boldowania”. Przycisk taki jest umieszczony zwykle gdzieś na belce narzędziowej lub innym pasku z podręcznymi narzędziami.